# 승리의 제단

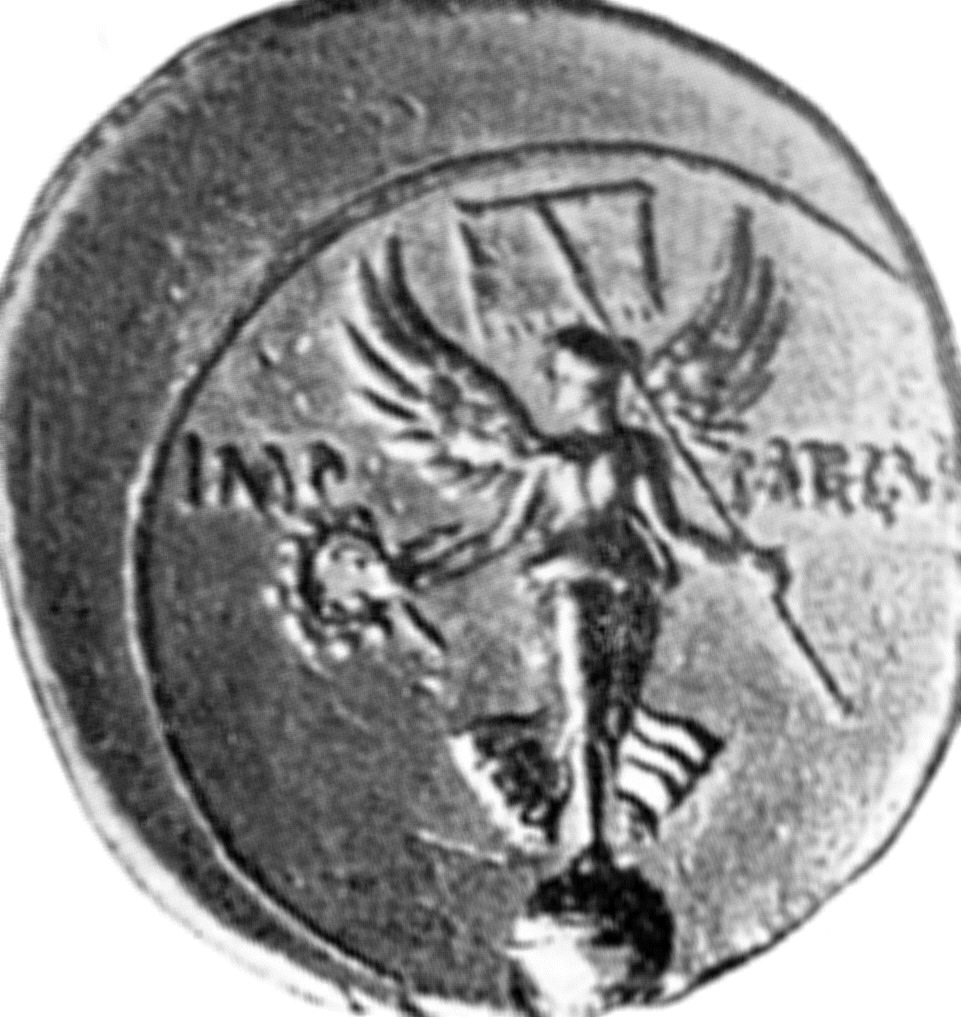
프루덴티우스의 묘사와 일치하는 아우구스투스 치하에서 발행된 동전에 새겨진 빅토리아 조각상.

승리의 제단(라틴어: Ara Victoriae)은 로마 원로원 회의장(쿠리아 율리아)에 위치했으며 여신 빅토리아의 황금 조각상이 놓여 있었다. 이 제단은 안토니우스와 클레오파트라가 악티움 해전에서 패배한 것을 기념하기 위해 기원전 29년에 옥타비아누스(훗날 아우구스투스)에 의해 세워졌다.

## 역사
이 조각상은 기원전 272년 피로스 전쟁 중에 로마인들에게 점령되었으며, 원래는 니케를 형상화한 것이었다. 이 조각상은 날개 달린 여신이 야자나무 가지를 들고 내려와 월계관을 바치는 모습을 묘사했다.
현대 역사가들은 이 제단과 조각상의 중요성에 대해 다음과 같이 언급한다:
이 승리의 제단에서 원로들은 향을 피우고, 제국의 안녕을 위해 매년 기도를 올렸으며, 서약을 하고 새로운 황제의 즉위에 맹세했다. 따라서 이 조각상은 로마 국가와 로마 종교 사이의 가장 중요한 연결 고리 중 하나가 되었고, 로마의 위대한 과거와 미래에 대한 희망을 상기시키는 가시적인 역할을 했다.

## 제거
이 제단은 357년 콘스탄티우스 2세 황제에 의해 쿠리아에서 제거되었다. 이후 콘스탄티누스 1세가 개종한 이후 로마의 전통 종교를 고수한 유일한 황제였던 율리아누스 황제에 의해 복원되었다. 제단은 382년 그라티아누스에 의해 다시 제거되었다.
그라티아누스가 사망한 후, 로마의 종교 전통을 보존하고자 했던 원로이자 로마의 프라이펙투스인 퀸투스 아우렐리우스 심마쿠스는 384년 새 황제 발렌티니아누스 2세에게 제단 복원을 요청하는 편지를 썼다. 밀라노의 황궁에서 젊은 황제는 그 요청을 거부했다. 암브로시우스는 발렌티니아누스가 제단 보존 요청을 거부하도록 설득하는 데 성공했다. 그러나 암브로시우스는 논쟁에 참여했음에도 불구하고 제단을 제거하는 결의안의 주된 인물은 아니었다.
제단 복원을 위한 추가 청원은 391년 테오도시우스 1세 황제의 칙령에 의해 저지되었는데, 이는 기독교가 제국에서 유일한 종교가 되도록 하려는 그의 노력의 일환이었다. 밀라노의 파울리누스가 쓴 암브로시우스의 생애에 따르면, 이 제단은 에우게니우스의 단명한 통치(392–394) 기간에 복원되었다.
403년에 글을 쓴 클라우디아누스는 조각상(제단이 아니더라도)이 당시 원로원 회의장에 있었다고 언급했다. 셰리던은 다음과 같이 진술한다. "어떤 사람들은 제거와 복원이 승리의 제단과 승리의 조각상 둘 다를 의미한다고 생각한다. 다른 사람들은 조각상이 결코 그 자리에서 제거된 적이 없다고 생각한다. 고대 저자들에는 제단이 제거되었을 때 조각상에 무슨 일이 일어났는지에 대한 언급이 없으며, 이 점에 대한 확실성은 얻을 수 없다."
셰리던은 또한 테오도시우스 법전 XVI,10, 19를 인용하며 "승리의 제단과 조각상의 운명은 408년의 이교도 조각상 반대법에 의해 마침내 결정되었다"고 시사한다.

## 내용주
1. ↑  Prudentius, Contra Symmachum 2.
2. ↑  Rev. James J. Sheridan, "The Altar of Victory—Paganism's Last Battle" (hereafter Sheridan), p 187.
3. ↑  Symmachus, Relation III
4. ↑  Ambrose, Epistles XVII and XVIII
5. ↑  Ambrose Epistles 57.2
6. ↑  Claud. VI Cons. Hon. 636.
7. ↑  Sheridan, p. 206.
8. ↑  Sheridan, p. 206.

## Bibliography
- Richard Klein: Symmachus. Eine tragische Gestalt des ausgehenden Heidentums. Darmstadt (Wissenschaftliche Buchgesellschaft [Impulse der Forschung, Band 2]) 1971, ISBN 3-534-04928-4.
- Richard Klein: Der Streit um den Victoriaaltar. Die dritte Relatio des Symmachus und die Briefe 17, 18 und 57 des Mailänder Bischofs Ambrosius. Darmstadt (WBG [Texte zur Forschung Band 7]) 1972, ISBN 3-534-05169-6.
- Sheridan, James J. (1966). 《The Altar of Victory—Paganism's Last Battle》. 《L'Antiquité Classique》 35. 186–206쪽. doi:10.3406/antiq.1966.1466.